# Cárcel de A Parda
La cárcel de A Parda fue una prisión provincial que existió en la ciudad española de Pontevedra en el siglo XX.

## Historia

### Antecedentes
En el medievo la antigua prisión histórica de la ciudad, reconstruida en 1753, estaba situada en la cabecera sur del puente del Burgo. Esta prisión histórica fue  demolida definitivamente en 1865.
En 1850 el arquitecto municipal José García Limeses proyectó un nuevo edificio para la prisión pontevedresa en la carretera de Marín (actual calle Rosalía de Castro), que fue finalmente demolida en el siglo XX y en cuyos terrenos se construyó el Palacio de Justicia de Pontevedra, sede de la Audiencia Provincial de Pontevedra. Este edificio fue inaugurado en 1956. 

### La cárcel de A Parda
La construcción de la nueva prisión provincial de Pontevedra en A Parda fue aprobada en 1934, por mediación del diputado Isidoro Millán Mariño.
A lo largo de su historia se produjeron varios motines, como el ocurrido en 1978 siendo director del centro Rodolfo Rey García o el ocurrido el 16 de diciembre de 1990.
En 1986 las instalaciones de la cárcel sufrían un deterioro importante. En 1991 la prisión cerró temporalmente por obras y el 17 de mayo de ese año se confirmó el cierre definitivo de la prisión. Los internos fueron trasladados a otros centros penitenciarios, la cárcel de A Parda fue clausurada y se construyó la nueva prisión provincial de A Lama, que fue inaugurada en 1998. De 1991 a 1993 las instalaciones de la cárcel funcionaron como Centro de Inserción Social (CIS). 
El derribo de las instalaciones de la prisión de A Parda se produjo en 1995 y en el recinto sólo quedaba en pie el propio edificio de la cárcel a principios de 1996 cuando se iba a iniciar en el solar la construcción del primer edificio de juzgados de la ciudad de la Justicia de Pontevedra.

## Galería de imágenes

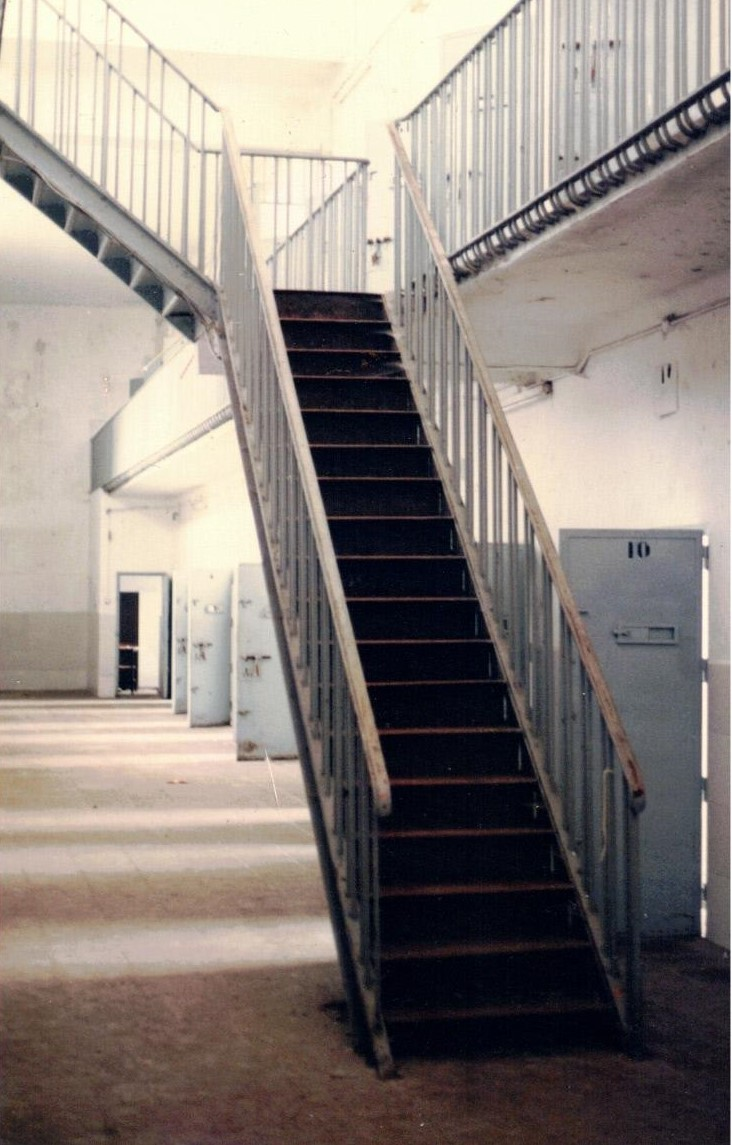
Escalera
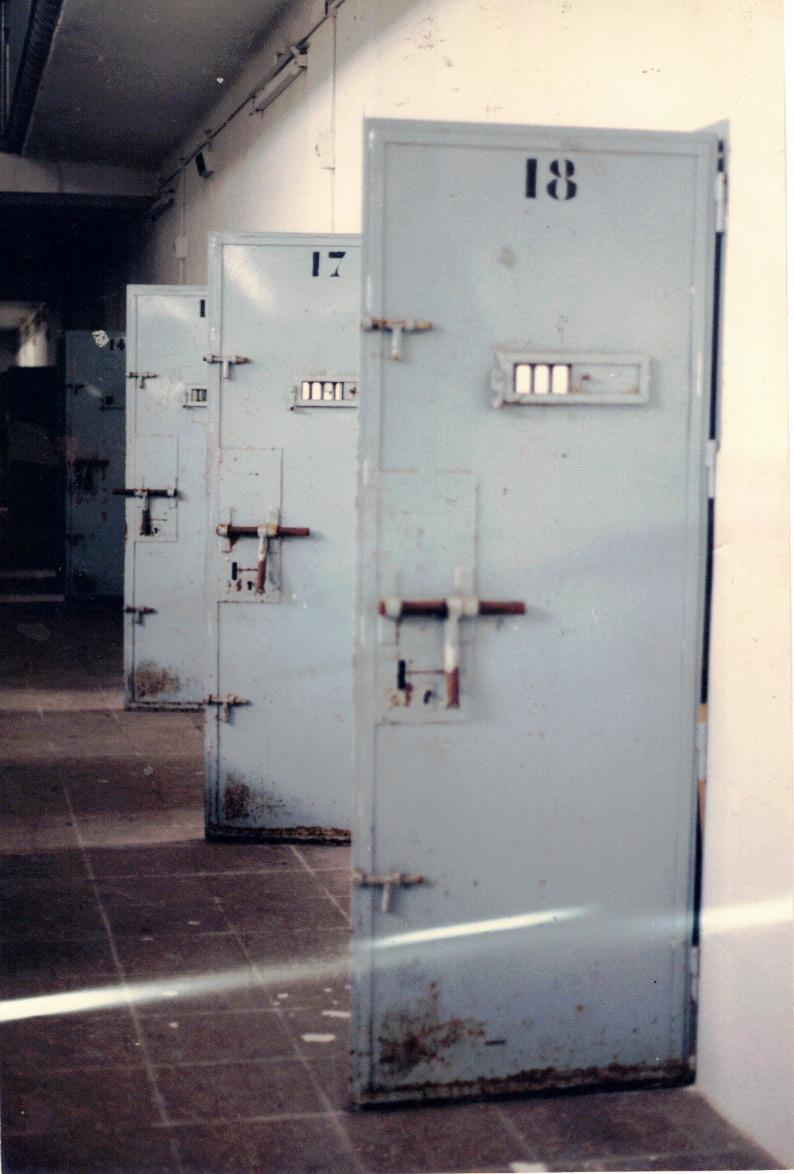
Puertas de celdas